# Minnie Egener
Minnie Egener (1881 – New Orleans, 1938) è stata un mezzosoprano statunitense.

## Biografia
La Egener fece il suo debutto professionale nel 1904 al Metropolitan Opera House di New York nel Parsifal di Richard Wagner. Nel 1906 venne in Italia e vi rimase per sette anni esibendosi nei maggiori teatri lirici della penisola. Nel 1910 cantò nel ruolo di Alissa in Lucia di Lammermoor di Donizetti con Luisa Tetrazzini al Teatro Regio di Parma. Apparve anche in ruoli secondari alla Royal Opera House Covent Garden di Londra e al Manhattan Center di New York.
Nei quattro anni seguenti, tornata negli Stati Uniti, cantò con la Philadelphia Grand Opera Company e la Chicago Grand Opera Company. Nel 1914 fece ritorno alla Metropolitan Opera dove cantò in ruoli da comprimaria per diciotto anni consecutivi. Fra le sue interpretazioni si ricordano le partecipazioni nelle seguenti opere: The Canterbury Pilgrims di Percy Mackaye nel 1917, Suor Angelica di Puccini nel 1918, L'Oiseau bleu (adattamento di Albert Wolff de L'uccellino azzurro) nel 1919, The King's Henchman di Deems Taylor nel 1927 e Peter Ibbetson di Taylor nel 1931. La sua ultima recita avvenne nel dicembre 1932 nel ruolo di Flora ne La traviata di Giuseppe Verdi, con la quale raggiunse le 752 rappresentazioni alla Metropolitan Opera. Successivamente insegnò canto a New York City e successivamente a New Orleans. Fu sposata con il direttore d'orchestra Louis Hasselmans (1878-1957). Morì a New Orleans nel 1938.

## Registrazioni
La Egener fece alcune registrazioni fonografiche per l'etichetta discografica RCA Victor e fra queste il sestetto dalla Lucia di Lammermoor con Enrico Caruso e Amelita Galli-Curci.